# ミソプロストール
ミソプロストール（Misoprostol）は、胃潰瘍や十二指腸潰瘍の予防と治療、陣痛誘発や中絶、子宮収縮不全による産後出血治療に使用される合成プロスタグランジン薬、PGE1誘導体。
子宮を収縮させて子宮内容物を排出させる経口妊娠中絶薬として用いる際には、中絶希望時に妊娠9週以前になら使用可能であり、胎児の成長を止めるミフェプリストンと併用される。ただし、胎嚢が排出されても、子宮内容物がまだ残存することもある。 

## 薬理
胃粘液や重炭酸イオンの分泌を促進するほか、壁細胞に直接作用してヒスタミンやガストリン刺激による胃酸分泌を抑制する。腸管の蠕動運動を促進させ、小腸からの水・Naの吸収を阻害し、下痢を起こす。子宮平滑筋に作用し、子宮収縮作用を持つ。

## 非ステロイド性抗炎症薬による消化性潰瘍の予防と治療に対する処方
非ステロイド性抗炎症薬（以下：NSAIDs）は、COX-1、COX-2の経路阻害により、解熱鎮痛効果を発揮するが、その副作用の1つに、胃粘膜のプロスタグランジン濃度低下による粘膜防御機能の低下があり、NSAID潰瘍が増えるという副作用がある。この薬剤はNSAIDsの長期服用による胃潰瘍・十二指腸潰瘍の予防治療に用いられる。
日本では、科研製薬株式会社より「サイトテック」の商品名で、1996年（平成8年）12月より販売されている（処方箋医薬品）。効能効果は「非ステロイド性消炎鎮痛剤の長期投与時にみられる、胃潰瘍および十二指腸潰瘍」とされ、単純な胃炎・胃潰瘍・十二指腸潰瘍には使用できない。1日800µgを4回に分けて内服する。（妊娠継続希望の）妊婦と「プロスタグランジン製剤に対する過敏症の既往歴のある患者」への処方は禁忌である。
NSAID潰瘍の予防効果は、少量のプロトンポンプ阻害薬（以下：PPI）に匹敵する効果を持つことが分かっているが、PPIと比較して、下痢等の副作用が多いこと、1日4回という頻回の投与が必要な事、投与可能期間の制限などの様々な制約が、保険収載に対して課せられたこと、などより、この薬効の目的では使用されなくなった。

## 妊婦への作用
妊娠の継続を望む妊婦には使用できないが、人工妊娠中絶・死産・分娩の際には、下記の目的で使用される（日本では以下の用途は全て未認可）。この目的で使用するときの投与経路は、経口・経腟・経肛門的投与が選択できる。同様の薬効をもつオキシトシンと比較して、安価で保管も簡便（常温で保管可能）なために、途上国で重宝される。日本では、2021年にイギリスの製薬会社ラインファーマが日本で治験を行い、ミフェプリストンとミソプロストールの2錠を投与する人工妊娠中絶薬を厚生労働省に申請した。日本では、フランスが承認した1988年から37年経過した2024年5月、1万2千件のパブリックコメントの意見集約を経て厚生労働省がミフェプリストンとミソプロストールからなる「メフィーゴパック」を薬事承認した。
同社日本法人は、２剤は母体保護法指定医師のもと、保険適用外で使用することになるとしている。

### 人工妊娠中絶
ミフェプリストンやメトトレキサートを使用した、薬剤による妊娠初期の人工妊娠中絶のときに、中絶胎児の排出目的で使用される。この用途は、日本以外の先進国で認可されており、ミソプロストールの最も使用される用途となっている。

### 分娩誘発
分娩誘発作用を持つ。また子宮頸管の熟成作用も認められている。この子宮頸管の熟成作用は、しばしばこの目的で使用されるオキシトシンにはない作用である。このためにオキシトシンと組み合わせて使用することで、EUなど一部の国では分娩誘発の目的で認可されている。しかし薬効については疫学的知見が不足しており、アメリカや日本では、分娩誘発の目的での使用は認可されていない。日本でも分娩誘発等を目的に使用されることがあるが、認可されていない目的外使用であるとして、新生児に重篤な副作用が発現することがあるとして警告されている。

### 不全流産
早期の子宮内胎児死亡の処置のために使用されることがあるが、その用法容量についてはさらなる検討が必要とされている。カナダではこの用途で数か所の病院で使用されている。

### 産後出血
産後の子宮収縮の促進により、産後出血を抑制することができる。経口投与で使用すると、オキシトシンより効果が劣るために、この用途では直腸内への投与が効果的で、副作用も少ないとされる。医療資源の乏しい地域では、出産時にミソプロストールを無作為に使用した群と使用しなかった対照群では、ミソプロストール使用群の方が妊婦死亡率が38%低かったことが知られている

## 副作用
重大な副作用として添付文書に記載されているものは、ショック、アナフィラキシー様症状（頻度不明）である。そのほか、下痢・軟便（4.8%）、腹痛（2.0%）等が発現する。